# Duńscy posłowie do Parlamentu Europejskiego 2014–2019
Duńscy posłowie VIII kadencji do Parlamentu Europejskiego zostali wybrani w wyborach przeprowadzonych 25 maja 2014.

## Lista posłów
Wybrani z listy Duńskiej Partii Ludowej
- Jørn Dohrmann
- Rikke Karlsson
- Morten Messerschmidt
- Anders Primdahl Vistisen

Wybrani z listy Socialdemokraterne
- Ole Christensen
- Christel Schaldemose
- wakat[1]

Wybrani z listy Venstre
- Morten Løkkegaard, poseł do PE od 3 marca 2016
- Jens Rohde

Wybrana z listy Socjalistycznej Partii Ludowej
- Margrete Auken

Wybrany z listy Konserwatywnej Partii Ludowej
- Bendt Bendtsen

Wybrana z listy Ruchu Ludowego przeciw UE
- Rina Ronja Kari

Wybrany z listy Det Radikale Venstre
- Morten Helveg Petersen

Byli posłowie VIII kadencji do PE
- Ulla Tørnæs (z listy Venstre), do 29 lutego 2016
- Jeppe Kofod (z listy Socialdemokraterne), do 26 czerwca 2019